# Maria Wirtemberska
Maria Wirtemberska of Maria Czartoryska (Warschau, 15 maart 1768 – Parijs, 21 oktober 1854) was een Poolse edelvrouwe uit de familie Czartoryski en was schrijver en filantropist. Ze was gehuwd met Lodewijk van Württemberg met wie ze een kind kreeg: Adam van Württemberg. Na een huwelijk van acht jaar scheidde Maria van hem in 1792.

## Biografie

### Jeugd
Maria Wirtemberska werd op 15 maart 1768 in Warschau geboren als de dochter van prins Adam Kazimierz Czartoryski en diens vrouw Izabela Czartoryska. Zeer waarschijnlijk was Maria verwekt door de Poolse koning Stanislaus August Poniatowski en dat werd ook algemeen aangenomen in de society van Warschau. Haar moeder nam Maria en haar zus Teresa veel mee op haar reizen en bekommerde zich persoonlijk om hun opvoeding, in tegenstelling tot de gangbare praktijken van die tijd. Op het landgoed van Powązki kreeg ze haar eigen hut.
Op veertienjarige leeftijd leerde Maria Jacques Delille's dichtwerk Les Jardins ou l'art d'embellir les paysages uit het Frans vertalen naar het Pools. Hierbij kreeg ze de hulp van de Poolse dichter Franciszek Karpiński. Karpiński, Franciszek Dionizy Kniaźnin en Julian Ursyn Niemcewicz waren in het huishouden van Czartoryski betrokken bij de opvoeding van van de kinderen en leerde hen de Poolse taal en literatuur. Maria volgde ook enkele lessen die alleen haar broers kregen. Ze speelde op vijftienjarige leeftijd ook mee in de familietoneelvoorstellingen die werden gegeven.

### Huwelijksleven
In 1784 dong de Duitse prins Lodewijk van Württemberg naar haar hand en in september raakte het stel verloofd. Op 28 oktober huwde het paar in Siedlce. Het huwelijk was mede mogelijk gemaakt door de zus van Lodewijk, tsarina Maria Feodorovna. De ouders van Lodewijk waren aanvankelijk tegen het huwelijk, maar Maria Feodorovna wist hen te overtuigen zich erbij neer te leggen. Al direct na het sluiten van het huwelijk ontstonden de eerste problemen. Deze werden met name veroorzaakt door het denigrerende gedrag dat Lodewijk tentoonspreidde tegen zijn schoonouders.

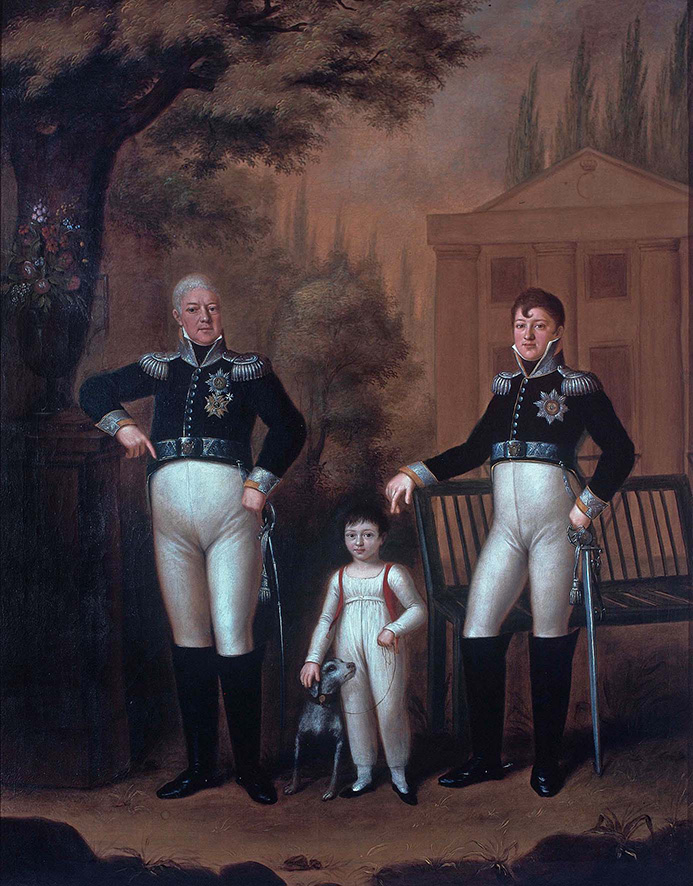
Lodewijk van Württemberg met zijn zoon Adam en zijn broer Alexander

Maria ging met Lodewijk in Treptow an der Rega wonen en ze vormde de statige tuinen van het huis om tot een landschapspark. De ouders van Maria hadden de schulden van Lodewijk betaald, maar Lodewijk bouwde direct weer nieuwe schulden op waardoor hij nog afhankelijker werd van zijn schoonfamilie. In 1786 reisden Lodewijk en Maria eindelijk af naar Montbéliard om Lodewijks ouders te ontmoeten en zij raakten enorm gecharmeerd van Maria die ze "chère Zizi" noemden. Dit leidde tot de veronderstelling bij Lodewijk dat zij beter werden behandeld door zijn eigen ouders dan door zijn schoonouders. Volgens Catharina II van Rusland zou Lodewijk haar slaan als ze geen eenvoudige taken uitvoerde, zoals het uittrekken van zijn laarzen.
In 1792 beviel Maria van een zoon, die ze Adam Karol doopte. Haar zwangerschap was niet zonder problemen verlopen, want Lodewijk had haar tijdens de zwangerschap bijna doodgeslagen in een driftbui. Later dat jaar brak de Pools-Russische Oorlog uit en viel Rusland Polen binnen. Lodewijk had de leiding gekregen over het Leger van Litouwen, maar hij weigerde de wapens op te nemen tegen de Russen. Toen Maria van dit verraad hoorde vroeg ze haar scheiding aan en vluchtte ze naar Warschau waar ze haar toevlucht in een klooster vond.

### Latere leven
Na haar scheiding probeerde Maria haar eigen leven op te bouwen, maar haar scheiding werd aangevochten door haar ex en diens familie. Verschillende mannen toonden interesse in Maria, waaronder Józef Poniatowski. Ze kreeg van haar vader het landgoed van Gruszczyn, dat hij voor haar had gekocht. Ze bracht haar winters door in Wenen, maar door de veranderde vijandigheid van de Weense society tegen de Polen kwam daar in 1809 een einde aan. Daardoor bracht ze meer tijd door in Warschau, hield ze op iedere zaterdag een literaire salon en begon ze met het schrijven van haar eerste roman. Samen met haar moeder Izabela was ze ook betrokken bij het opstellen voor een nieuw schoolcurriculum voor schoolmeisjes.
In 1816 kwam haar roman Malwina uit, de allereerste sentimentele Poolse roman. Geleid door het idee om didactiek te bevorderen door middel van literaire werken, wilde zij de vreugde van het lezen van romans combineren met de idealen van educatief proza. In datzelfde jaar maakte Maria een rondreis door Italië. Na de terugkeer van haar reis schreef ze een sentimenteel reisverslag in de stijl van Laurence Sterne. Haar salon domineerde in die jaren het literaire leven in Warschau. Ze zou ook nog andere werken schrijven, maar deze zouden tijdens haar leven niet gepubliceerd worden.

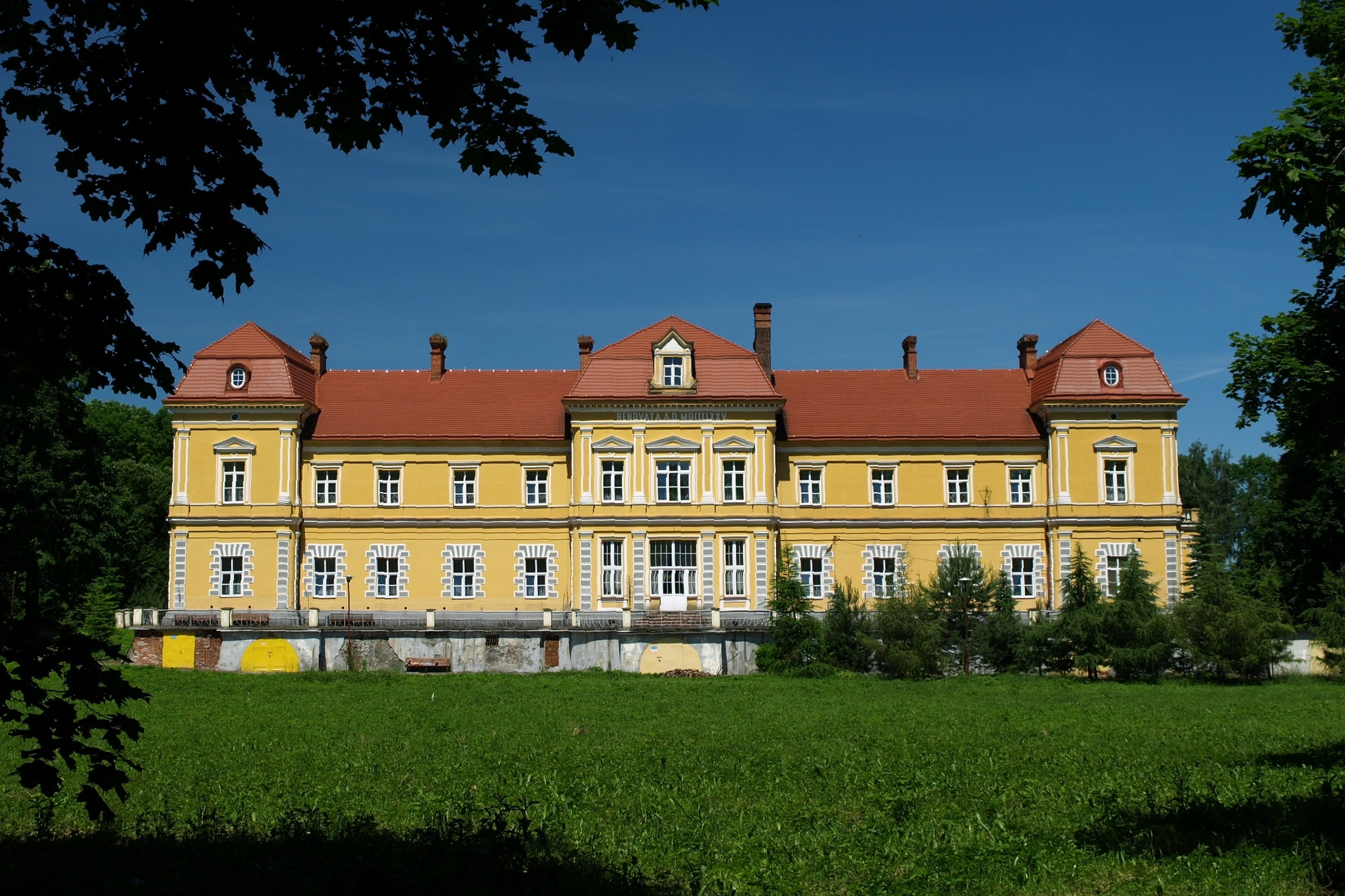
Het paleis van Maria Wirtemberska in Wysocko

Na de Novemberopstand in 1831 verliet Maria samen met haar moeder en bedienden Warschau en trokken ze naar Maria's landgoed in Wysocko. Nadat haar moeder daar overleed in 1835 verliet Maria het landgoed en verkocht het aan haar neef Zsidsław Radziwiłł. Ze ging aanvankelijk bij haar zus Zofia wonen in Villa Medici in Careggi, nabij Florence. Zofia overleed al in 1837 waarop Maria vertrok naar Parijs om bij haar broer Adam Jerzy Czartoryski aan de Faubourg du Roule in Parijs te wonen. Ze verhuisde met hem mee naar Hôtel Lambert, waar ze deel uitmaakte van het sociale en het liefdadige leven. Ze stierf tijdens de cholera-epidemie van 1854.